# Außerordentliche Wahl zum Senat der Vereinigten Staaten in Delaware 2010
Die außerordentliche Wahl des Senatssitzes der Klasse II im US-Bundesstaat Delaware fand am 2. November 2010 statt.
Chris Coons gewann die Wahl und ist damit einer von zwei Senatoren im Senat der Vereinigten Staaten für Delaware.

## Hintergrund
Delawares Senatssitz der Klasse II wurde bei der Wahl des US-Senats 2008 von Joe Biden gewonnen und ihm bis zum Jahr 2015 übertragen. Biden wurde jedoch 2008 auch zum Vizepräsidenten der Vereinigten Staaten gewählt und musste gemäß Artikel I Abschnitt 6 der Verfassung der Vereinigten Staaten aus dem Senat ausscheiden, um die Vizepräsidentschaft übernehmen zu können. Obwohl Biden Anfang Januar 2009 für eine siebte Amtszeit vereidigt wurde, trat er am 15. Januar 2009 als Senator für Delaware zurück.
Die demokratische Gouverneurin Delawares, Ruth Ann Minner, ernannte daraufhin bis zur außerordentlichen Wahl eines Nachfolgers den Demokraten Ted Kaufman zum Nachfolger im US-Senat.
Der Amtsinhaber Ted Kaufman trat bei der Wahl nicht an.

## Ergebnis
Bei der Sonderwahl („special election“) am 4. November 2014 entfielen 61,2 % auf den demokratischen Kandidaten Chris Coons, 37,1 % auf die republikanische Kandidaten Christine O’Donnell.